# باشگاه فوتبال جنریشن فوت
باشگاه فوتبال جنریشن فوت (انگلیسی: Génération Foot)، یک باشگاه فوتبال است که در سال ۲۰۰۰ در داکار، سنگال تاسیس شد. ورزشگاه دنی بیرامه انداو که ۱۰۰۱ نفر ظرفیت دارد، استادیوم خانگی آنها است.

## افتخارات
- لیگ برتر فوتبال سنگال: ۲۰۱۷ و ۲۰۱۹

- جام حذفی فوتبال سنگال: ۲۰۱۵ و ۲۰۱۸

## حضور در مسابقات قاره‌ای
- لیگ قهرمانان آفریقا:

۲۰۱۸ – دور اول
۲۰۲۰-۲۰۱۹ – دور اول
- جام کنفدراسیون آفریقا:

۲۰۱۶ – دور مقدماتی